# Isomorfismo de categorías
En teoría de categorías, dos categorías {\displaystyle C} y {\displaystyle D} son isomorfas si existen dos funtores {\displaystyle F:C\to D} y {\displaystyle G:D\to C} que son mutuamente inversos: {\displaystyle FG=1_{D}} (el funtor identidad en {\displaystyle D}) y {\displaystyle GF=1_{C}}. Esto significa que tanto para los objetos como para los morfismos de {\displaystyle C} y {\displaystyle D} existe una correspondencia uno a uno. Dos categorías isomorfas comparten todas las propiedades definidas a partir de la teoría de categorías (prácticamente son idénticas, difiriendo sólo en la notación de sus objetos y de sus morfismos).
El isomorfismo de categorías es una condición muy fuerte y raramente se satisface. Es más importante la noción de equivalencia de categorías (en términos generales, para que se de una equivalencia de categorías no se requiere que {\displaystyle FG=1_{D}}, sólo naturalmente isomorfos a él. Lo mismo ocurre con {\displaystyle GF=1_{C}}).

## Propiedades
Como es cierto para cualquier tipo de isomorfismo,  existen las siguientes propiedades generales, formalmente similares a una relación de equivalencia:
- Cualquier categoría {\displaystyle C} es isomorfa a sí misma.
- Si {\displaystyle C} es isomorfa a {\displaystyle D}, entonces {\displaystyle D} es isomorfa a {\displaystyle C}.
- Si {\displaystyle C} es isomorfa a {\displaystyle D} y {\displaystyle D} es isomorfa a {\displaystyle E}, entonces {\displaystyle C} es isomorfa a {\displaystyle E}.

Un funtor "F" : C → D constituye un isomorfismo de categorías si y solo si es Función biyectiva en objetos y Morfismo. Este criterio puede ser conveniente, pues evita la necesidad de construir el funtor inverso G. (Se usa "biyección" de manera informal en este caso, pues, si una categoría no es concreta, no disponemos de ese concepto).  

## Ejemplos
- Considérese un Grupo (matemática) G, un Cuerpo (matemática) k y un Anillo de grupo kG. La categoría de la k-Representación de grupo de G es isomorfa a la categoría del módulo izquierdo sobre kG. El isomorfismo puede describirse de la siguiente forma: dada una representación de grupo ρ :G → GL(V), dondeV es un espacio vectorial sobre k, GL(V) es el grupo de sus k-automorfismos lineales y ρ es un homomorfismo de grupo. Convertimos V en un módulo izquierdo kG definiendo

{\displaystyle \left(\sum _{g\in G}a_{g}g\right)v=\sum _{g\in G}a_{g}\rho (g)(v)}
para todo v en V y todo elemento Σ ag g en kG. 
De igual manera, dado un kG-módulo izquierdo M, M es un k espacio vectorial, y de su producto por un elemento g de G se obtiene un k-automorfismo lineal de M (dado que g es invertible en kG), que describe un homomorfismo de grupo G → GL(M). (Sigue habiendo multitud de cosas que comprobar, por ejemplo, que ambas asignaciones son funtores, que pueden ser aplicados a mapas entre representaciones de grupos).
- Todo anillo puede ser visto como una categoría preaditiva con un solo objeto. El funtor categoría de todos los funtores aditivos de esta categoría a la categoría de grupos abelianos es isomorfo a a la categoría de módulos izquierdos sobre el anillo.

- Otro isomorfismo de categoría aparece en la teoría del álgebra de Boole; la categoría de álgebra booleana es isomorfa a la categoría de anillo booleano. Dada un álgebra booleana B, convertimos B en un anillo booleano usando la diferencia simétrica como operación de adición y la operación conjunción \land como producto. En cambio, dado un anillo booleando R, definimos la disjunción como a {\displaystyle \lor } \lor b = a + b + ab, y la conjunción como la multiplicación. De nuevo, ambas asignaciones pueden ser extendidas a morfismos y funtores, siendo tales funtores inversos entre sí.

- Si C es una categoría con un objeto inicial s, la categoría coma (s↓C) es isomorfa a C. Dualmente, si t es un objeto terminal en C, el funtor categoría (C↓t) es isomorfo a C. De igual manera, si 1 es la categoría con un objeto y su morfismo identidad (siendo 1 de hecho la categoría terminal) , y C es cualquier categoría y considerando el funtor categoría C1, con funtores objeto c: 1 → C, nos permite afirmar que seleccionar un objeto c∈Ob(C) y las transformaciones naturales f: c → d entre esos funtores, seleccionando un morfismo f: c → d en C, es de nuevo isomorfo respecto a C.